# ميلين ايفانوف
ميلين ايفانوف هو لاعب كرة قدم بلغاري في مركز الوسط، ولد في 10 مايو 1993 في بلغاريا. لعب مع سسكا صوفيا.